# Auribail
Auribail (Aurivalh en occitan) est une commune française située dans le centre du département de la Haute-Garonne, en région Occitanie. Sur le plan historique et culturel, la commune fait partie du Lauragais, l'ancien « Pays de Cocagne », lié à la fois à la culture du pastel et à l’abondance des productions, et de « grenier à blé du Languedoc ».
Exposée à un climat océanique altéré, elle est drainée par la Lantine, l'Esquers et par divers autres petits cours d'eau.
Auribail est une commune rurale qui compte 195 habitants en 2022, après avoir connu un pic de population de 407 habitants en 1851. Elle fait partie de l'aire d'attraction de Toulouse. Ses habitants sont appelés les Auribaillais ou  Auribaillaises.

## Géographie

### Localisation
La commune d'Auribail se trouve dans le département de la Haute-Garonne, en région Occitanie.
Sur le plan historique et culturel, Auribail fait partie du Lauragais, occupant une vaste zone, autour de l’axe central que constitue le canal du Midi, entre les agglomérations de Toulouse au nord-ouest et Carcassonne au sud-est et celles de Castres au nord-est et Pamiers au sud-ouest. C'est l'ancien « Pays de Cocagne », lié à la fois à la culture du pastel et à l’abondance des productions, et de « grenier à blé du Languedoc ».
Elle se situe à 28 km à vol d'oiseau de Toulouse, préfecture du département, à 13 km de Muret, sous-préfecture, et à 7 km d'Auterive, bureau centralisateur du canton d'Auterive dont dépend la commune depuis 2015 pour les élections départementales.
La commune fait en outre partie du bassin de vie d'Auterive.
Les communes les plus proches sont : 
Lagrâce-Dieu (3,4 km), Miremont (3,5 km), Beaumont-sur-Lèze (3,7 km), Puydaniel (4,4 km), Mauressac (5,3 km), Saint-Sulpice-sur-Lèze (5,5 km), Esperce (6,3 km), Lagardelle-sur-Lèze (6,7 km).
Auribail est limitrophe de cinq autres communes.
|         | Beaumont-sur-Lèze      |              |
| Montaut | Auribail               | Miremont     |
|         | Saint-Sulpice-sur-Lèze | Lagrâce-Dieu |

Cette commune de l'aire d'attraction de Toulouse est perchée sur les coteaux du Volvestre, à 3,5 km de Miremont, plus précisément à 35 km au sud de Toulouse et 18 km au sud-est de Muret.

### Géologie et relief
La superficie de la commune est de 894 hectares ; son altitude varie de 209  à   312 mètres.
Un petit plateau situé à 285 m d'altitude, au sommet d'une crête, accueille quelques habitations, l'église, un château, la mairie et le cimetière. Les autres habitations sont dispersées, notamment dans les hameaux de Chioulet et de Croix d'Armand. Cet endroit tranquille bénéficie d'une situation qui lui assure un point de vue sur les coteaux et sur la chaîne des Pyrénées. Le village est entouré de toutes parts par des collines et des vallons cultivés ou boisés. Auribail est située, au sein des coteaux du Volvestre, à mi-chemin entre la vallée de la Lèze et celle de l'Ariège (affluent de la Garonne), elles sont toutes deux distantes d'environ 4 km.

### Hydrographie

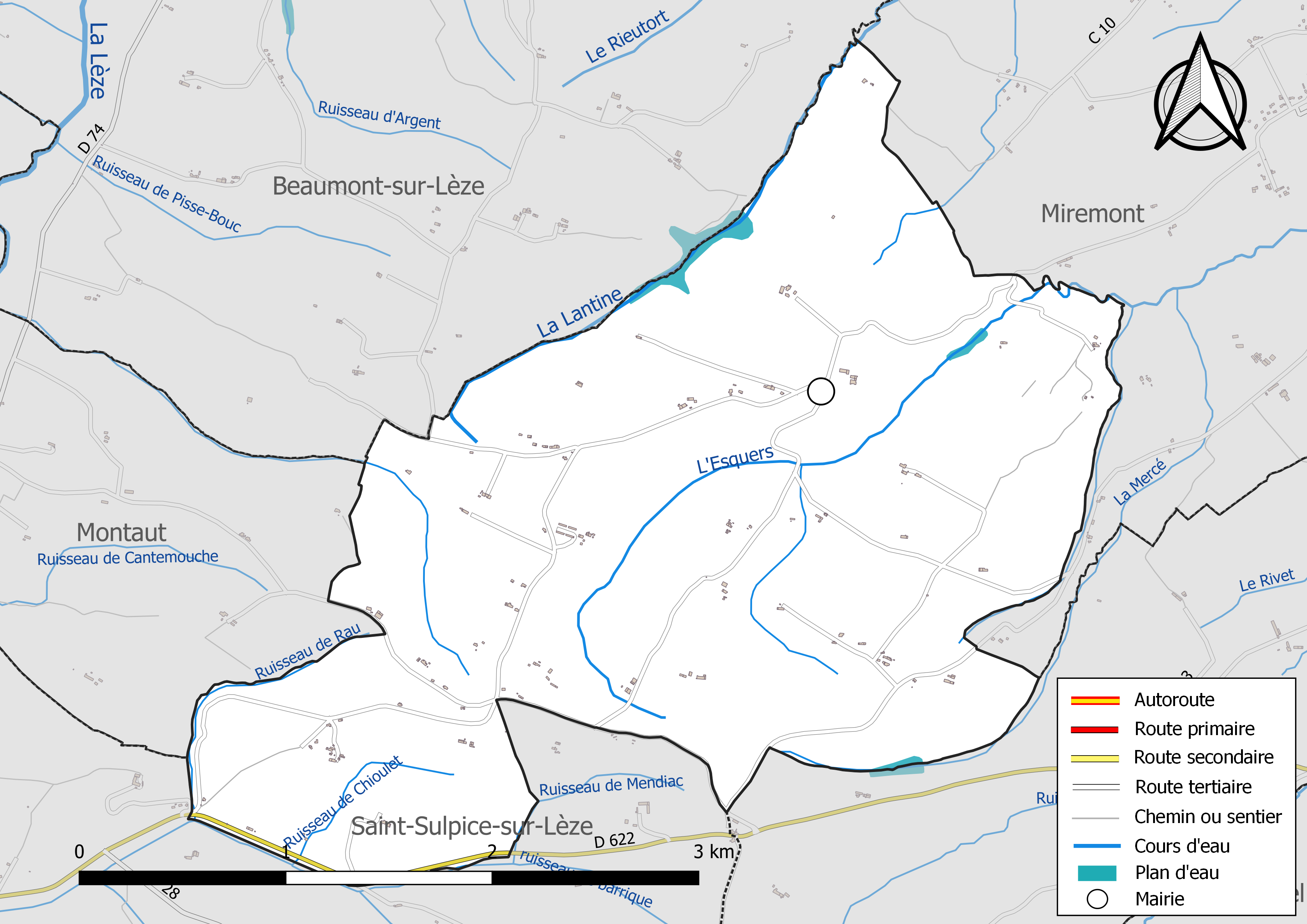
Réseaux hydrographique et routier d'Auribail.

La commune est dans le Bassin de la Garonne, au sein du bassin hydrographique Adour-Garonne. Elle est drainée par la Lantine, l'Esquers, la Mercé, le ruisseau de Chioulet, le ruisseau de Mendiac, le ruisseau de Rau et par divers petits cours d'eau, constituant un réseau hydrographique de 12 km de longueur totale,.
La Lantine, d'une longueur totale de 10,6 km, prend sa source dans la commune et s'écoule du sud-ouest vers le nord-est. Il traverse la commune et se jette dans l'Ariège à Grépiac, après avoir traversé 4 communes.

### Climat
Pour des articles plus généraux, voir Climat de l'Occitanie et Climat de la Haute-Garonne.
En 2010, le climat de la commune est de type climat du Bassin du Sud-Ouest, selon une étude s'appuyant sur une série de données couvrant la période 1971-2000. En 2020, Météo-France publie une typologie des climats de la France métropolitaine dans laquelle la commune est exposée à un climat océanique altéré et est dans la région climatique Aquitaine, Gascogne, caractérisée par une pluviométrie abondante au printemps, modérée en automne, un faible ensoleillement au printemps, un été chaud (19,5 °C), des vents faibles, des brouillards fréquents en automne et en hiver et des orages fréquents en été (15 à 20 jours).
Pour la période 1971-2000, la température annuelle moyenne est de 12,8 °C, avec une amplitude thermique annuelle de 15,5 °C. Le cumul annuel moyen de précipitations est de 780 mm, avec 9,6 jours de précipitations en janvier et 6 jours en juillet. Pour la période 1991-2020, la température moyenne annuelle observée sur la station météorologique la plus proche, située sur la commune de Lherm à 16 km à vol d'oiseau, est de 13,6 °C et le cumul annuel moyen de précipitations est de 620,4 mm,. Pour l'avenir, les paramètres climatiques de la commune estimés pour 2050 selon différents scénarios d'émission de gaz à effet de serre sont consultables sur un site dédié publié par Météo-France en novembre 2022.

### Milieux naturels et biodiversité
Aucun espace naturel présentant un intérêt patrimonial n'est recensé sur la commune dans l'inventaire national du patrimoine naturel,,.

## Urbanisme

### Typologie
Au 1er janvier 2024, Auribail est catégorisée commune rurale à habitat très dispersé, selon la nouvelle grille communale de densité à sept niveaux définie par l'Insee en 2022.
Elle est située hors unité urbaine. Par ailleurs la commune fait partie de l'aire d'attraction de Toulouse, dont elle est une commune de la couronne,. Cette aire, qui regroupe 527 communes, est catégorisée dans les aires de 700 000 habitants ou plus (hors Paris),.

### Occupation des sols

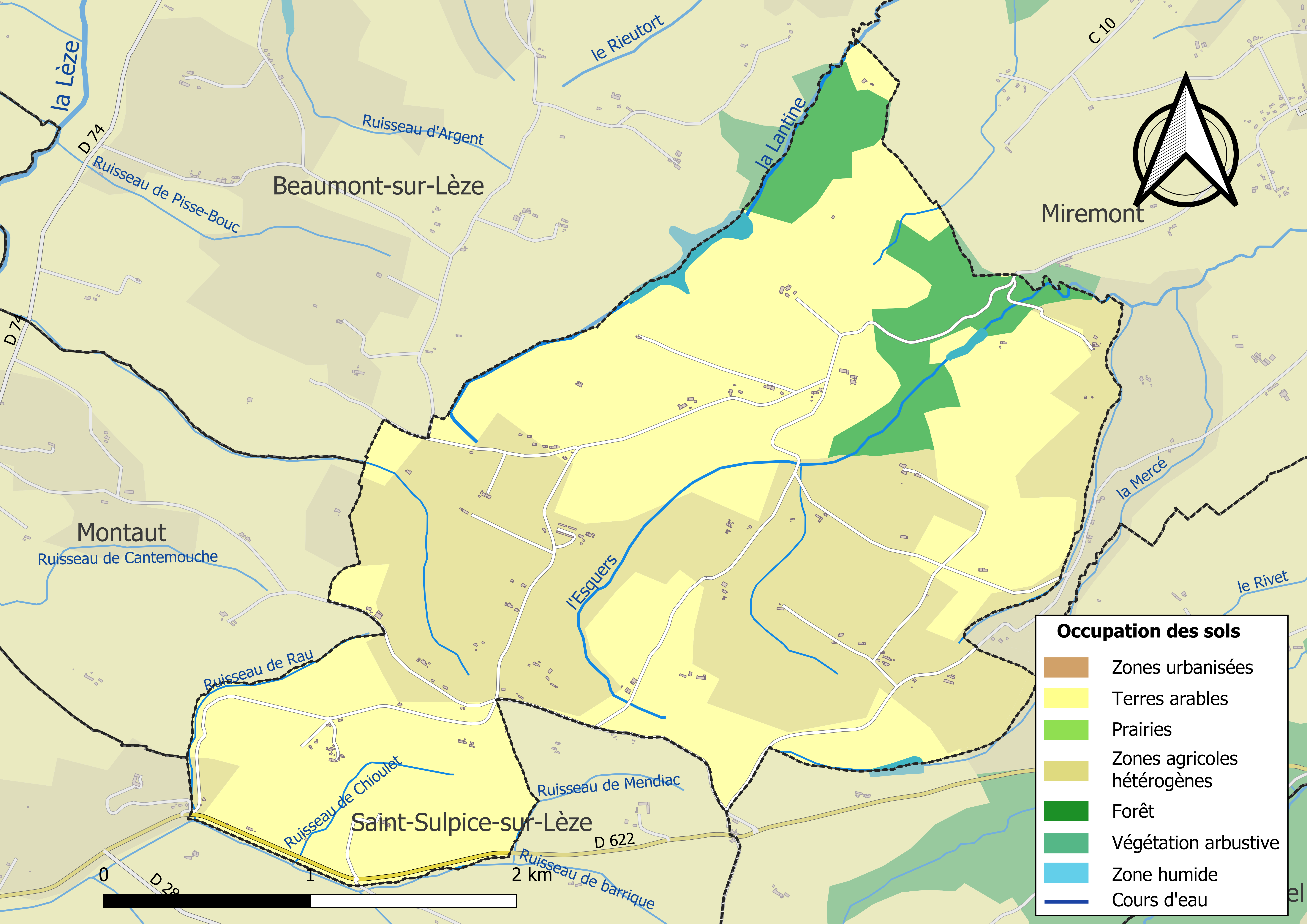
Carte des infrastructures et de l'occupation des sols de la commune en 2018 (CLC).

L'occupation des sols de la commune, telle qu'elle ressort de la base de données européenne d’occupation biophysique des sols Corine Land Cover (CLC), est marquée par l'importance des territoires agricoles (92,6 % en 2018), une proportion identique à celle de 1990 (92,6 %). La répartition détaillée en 2018 est la suivante : 
terres arables (55 %), zones agricoles hétérogènes (37,6 %), forêts (7,4 %). L'évolution de l’occupation des sols de la commune et de ses infrastructures peut être observée sur les différentes représentations cartographiques du territoire : la carte de Cassini (XVIIIe siècle), la carte d'état-major (1820-1866) et les cartes ou photos aériennes de l'IGN pour la période actuelle (1950 à aujourd'hui).

### Risques majeurs
Le territoire de la commune d'Auribail est vulnérable à différents aléas naturels : météorologiques (tempête, orage, neige, grand froid, canicule ou sécheresse) et séisme (sismicité très faible). Un site publié par le BRGM permet d'évaluer simplement et rapidement les risques d'un bien localisé soit par son adresse soit par le numéro de sa parcelle.

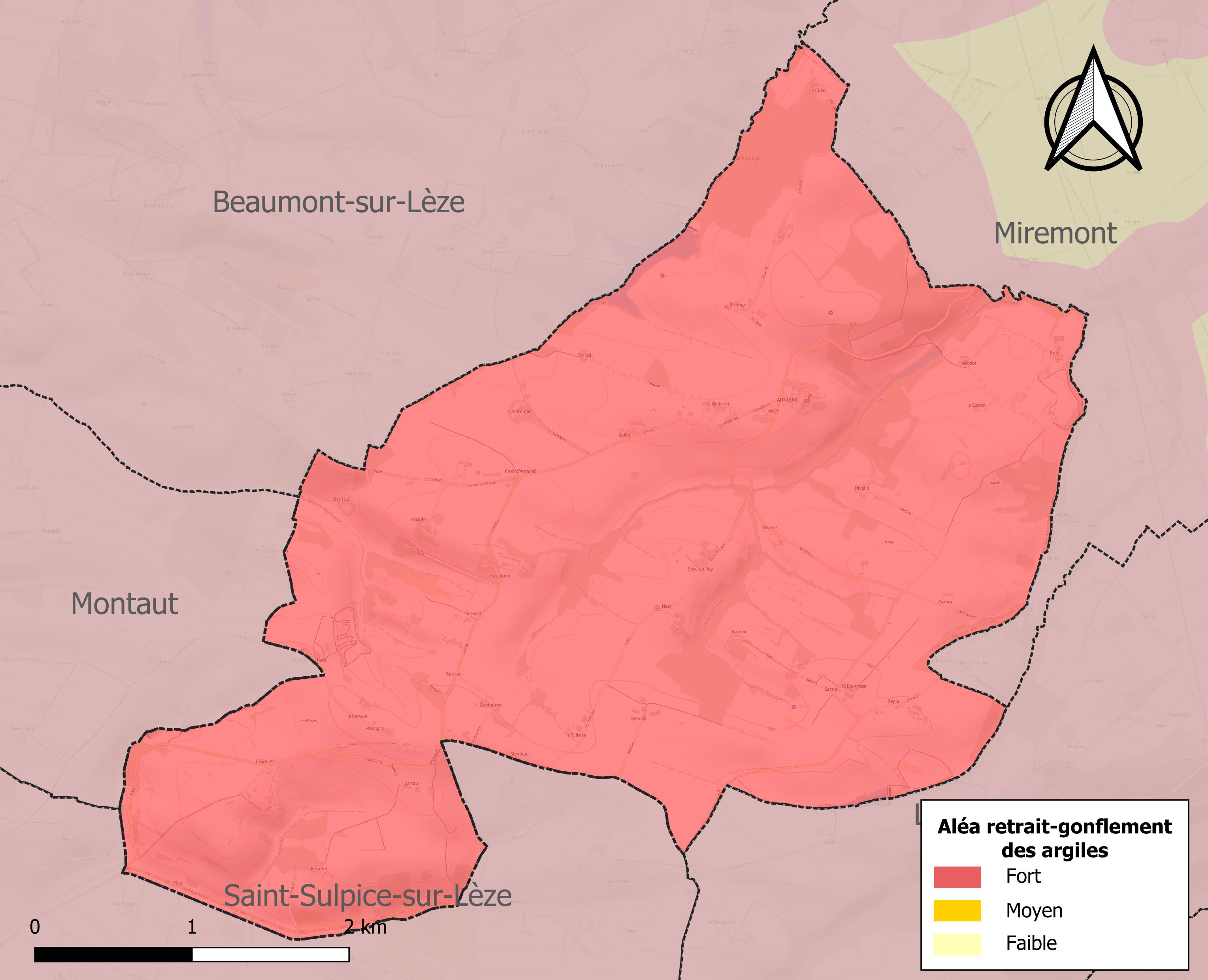
Carte des zones d'aléa retrait-gonflement des sols argileux d'Auribail.

Le retrait-gonflement des sols argileux est susceptible d'engendrer des dommages importants aux bâtiments en cas d’alternance de périodes de sécheresse et de pluie. La totalité de la commune est en aléa moyen ou fort (88,8 % au niveau départemental et 48,5 % au niveau national). Sur les 84 bâtiments dénombrés sur la commune en 2019, 84 sont en aléa moyen ou fort, soit 100 %, à comparer aux 98 % au niveau départemental et 54 % au niveau national. Une cartographie de l'exposition du territoire national au retrait gonflement des sols argileux est disponible sur le site du BRGM,.
Par ailleurs, afin de mieux appréhender le risque d’affaissement de terrain, l'inventaire national des cavités souterraines permet de localiser celles situées sur la commune.
Concernant les mouvements de terrains, la commune a été reconnue en état de catastrophe naturelle au titre des dommages causés par la sécheresse en 2003 et par des mouvements de terrain en 1999.

## Toponymie
Formée du génitif auri et d'une altération de val, est « une vallées d'or ».

## Histoire
À l'époque gallo-romaine, les terres agricoles de ce secteur étaient regroupées en villas. Au XIe siècle, l'abbaye bénédictine de Lézat étendait son pouvoir sur ce village et il y eut deux églises. Auribail fut au XIVe siècle sous la domination de Bernard de Durfort. D'autres seigneurs lui ont ensuite succédé : les La Fite, La Palu, Saint-Pastour, de Manas au XVIe siècle, de Brettes-Turin au XVIIe siècle et d'Hélio au XVIIIe siècle. Le château fut construit au XVe siècle ; l'église Saint-Brice, à l'origine chapelle du château, subit des destructions durant les guerres de religion. Elle fut restaurée et agrandie au XVIIe et au XIXe siècle. Auribail n'a pas vraiment de centre car l'église se situe au sein d'un domaine privé ; seuls, ce bâtiment et son chemin d'accès sont publics.
À partir du Moyen Âge jusqu'à sa disparition en 1790, pendant la Révolution française, Auribail faisait partie du diocèse de Rieux.

## Politique et administration

### Administration municipale
Le nombre d'habitants au recensement de 2017 étant compris entre 100 et 499, le nombre de membres du conseil municipal pour l'élection de 2020 est de onze,.

### Rattachements administratifs et électoraux
Commune faisant partie de la septième circonscription de la Haute-Garonne, de la communauté de communes du Bassin Auterivain et du canton d'Auterive.

### Liste des maires
| Période                                  | Période  | Identité       | Étiquette | Qualité                                       |
| ---------------------------------------- | -------- | -------------- | --------- | --------------------------------------------- |
| avant 1943                               |          | Raymond Monna  |           | Nommé membre du Conseil départemental en 1943 |
| mars 2001                                | En cours | Serge Marquier | DVD       | Agriculteur                                   |
| Les données manquantes sont à compléter. |          |                |           |                                               |

## Population et société

### Démographie
L'évolution du nombre d'habitants est connue à travers les recensements de la population effectués dans la commune depuis 1793. Pour les communes de moins de 10 000 habitants, une enquête de recensement portant sur toute la population est réalisée tous les cinq ans, les populations de référence des années intermédiaires étant quant à elles estimées par interpolation ou extrapolation. Pour la commune, le premier recensement exhaustif entrant dans le cadre du nouveau dispositif a été réalisé en 2005.

En 2022, la commune comptait 195 habitants, en évolution de −5,8 % par rapport à 2016 (Haute-Garonne : +8,02 %, France hors Mayotte : +2,11 %).
| 1793 | 1800 | 1806 | 1821 | 1831 | 1836 | 1841 | 1846 | 1851 |
| ---- | ---- | ---- | ---- | ---- | ---- | ---- | ---- | ---- |
| 285  | 345  | 273  | 332  | 266  | 341  | 398  | 384  | 407  |

| 1856 | 1861 | 1866 | 1872 | 1876 | 1881 | 1886 | 1891 | 1896 |
| ---- | ---- | ---- | ---- | ---- | ---- | ---- | ---- | ---- |
| 400  | 397  | 370  | 356  | 316  | 329  | 334  | 324  | 295  |

| 1901 | 1906 | 1911 | 1921 | 1926 | 1931 | 1936 | 1946 | 1954 |
| ---- | ---- | ---- | ---- | ---- | ---- | ---- | ---- | ---- |
| 300  | 306  | 284  | 215  | 245  | 211  | 209  | 181  | 205  |

| 1962 | 1968 | 1975 | 1982 | 1990 | 1999 | 2005 | 2006 | 2010 |
| ---- | ---- | ---- | ---- | ---- | ---- | ---- | ---- | ---- |
| 160  | 156  | 138  | 120  | 137  | 162  | 214  | 214  | 228  |

| 2015 | 2020 | 2022 | - | - | - | - | - | - |
| ---- | ---- | ---- | - | - | - | - | - | - |
| 210  | 198  | 195  | - | - | - | - | - | - |

| selon la population municipale des années : | 1968 | 1975 | 1982 | 1990 | 1999 | 2006 | 2009 | 2013 |
| Rang de la commune dans le département      | 482  | 339  | 462  | 396  | 421  | 364  | 364  | 371  |
| Nombre de communes du département           | 592  | 582  | 586  | 588  | 588  | 588  | 589  | 589  |

### Enseignement
Auribail fait partie de l'académie de Toulouse.
La commune ne possède pas d’établissements scolaires.

### Culture et festivités

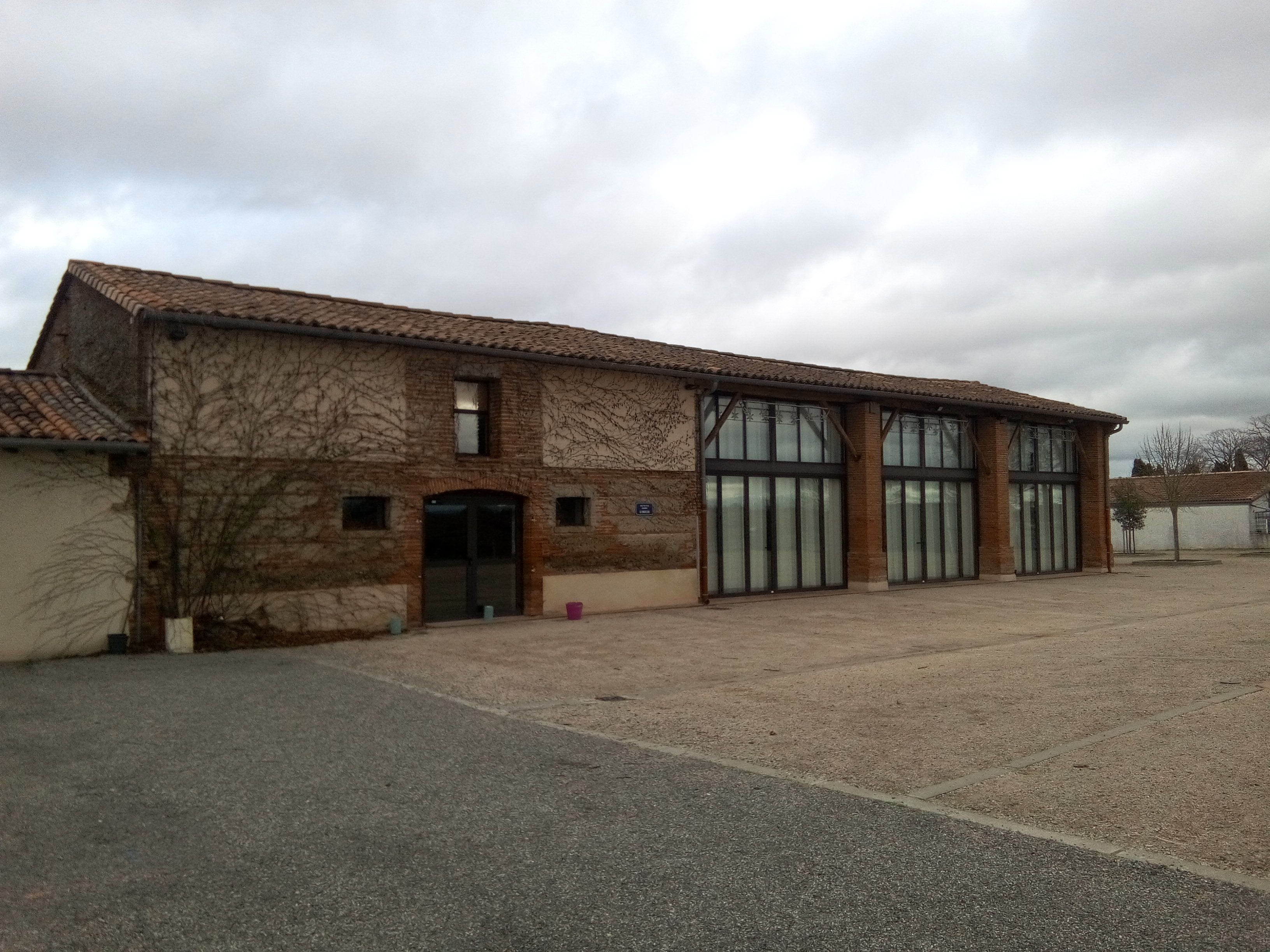
Salle des fêtes.

Salle des fêtes, foyer rural.

### Sports
Chasse, pétanque, randonnée pédestre, moto-cross,

### Écologie et recyclage
La collecte et le traitement des déchets des ménages et des déchets assimilés ainsi que la protection et la mise en valeur de l'environnement se font dans le cadre du Smivom de la Mouillonne.

## Économie

### Revenus
En 2018  (données Insee publiées en septembre 2021), la commune compte 78 ménages fiscaux, regroupant 204 personnes. La médiane du revenu disponible par unité de consommation est de 20 930 € (23 140 € dans le département).

### Emploi
|                | 2008  | 2013  | 2018  |
| -------------- | ----- | ----- | ----- |
| Commune        | 7,3 % | 5,7 % | 5,8 % |
| Département    | 7,7 % | 9,6 % | 9,3 % |
| France entière | 8,3 % | 10 %  | 10 %  |

En 2018, la population âgée de 15 à 64 ans s'élève à 140 personnes, parmi lesquelles on compte 74,5 % d'actifs (68,6 % ayant un emploi et 5,8 % de chômeurs) et 25,5 % d'inactifs,. Depuis 2008, le taux de chômage communal (au sens du recensement) des 15-64 ans est inférieur à celui de la France et du département.
La commune fait partie de la couronne de l'aire d'attraction de Toulouse, du fait qu'au moins 15 % des actifs travaillent dans le pôle,. Elle compte 20 emplois en 2018, contre 27 en 2013 et 25 en 2008. Le nombre d'actifs ayant un emploi résidant dans la commune est de 97, soit un indicateur de concentration d'emploi de 20,5 % et un taux d'activité parmi les 15 ans ou plus de 61,3 %.
Sur ces 97 actifs de 15 ans ou plus ayant un emploi, 12 travaillent dans la commune, soit 13 % des habitants. Pour se rendre au travail, 90,5 % des habitants utilisent un véhicule personnel ou de fonction à quatre roues, 1,1 % les transports en commun, 2,1 % s'y rendent en deux-roues, à vélo ou à pied et 6,3 % n'ont pas besoin de transport (travail au domicile).

### Activités hors agriculture
15 établissements sont implantés  à Auribail au 31 décembre 2019.
Le secteur du commerce de gros et de détail, des transports, de l'hébergement et de la restauration est prépondérant sur la commune puisqu'il représente 40 % du nombre total d'établissements de la commune (6 sur les 15 entreprises implantées  à Auribail), contre 25,9 % au niveau départemental.

### Agriculture
La commune est dans le Volvestre, une petite région agricole localisée dans l'est du département de la Haute-Garonne, constituée de collines de terrefort à fortes pentes autrefois consacrées à l’élevage s’orientent aujourd’hui vers les grandes cultures. En 2020, l'orientation technico-économique de l'agriculture  sur la commune est la culture de céréales et/ou d'oléoprotéagineuses.
|               | 1988 | 2000 | 2010 | 2020 |
| ------------- | ---- | ---- | ---- | ---- |
| Exploitations | 19   | 18   | 14   | 12   |
| SAU (ha)      | 847  | 954  | 897  | 872  |

Le nombre d'exploitations agricoles en activité et ayant leur siège dans la commune est passé de 19 lors du recensement agricole de 1988  à 18 en 2000 puis à 14 en 2010 et enfin à 12 en 2020, soit une baisse de 37 % en 32 ans. Le même mouvement est observé à l'échelle du département qui a perdu pendant cette période 57 % de ses exploitations,. La surface agricole utilisée sur la commune a quant à elle augmenté, passant de 847 ha en 1988 à 872 ha en 2020. Parallèlement la surface agricole utilisée moyenne par exploitation a augmenté, passant de 45 à 73 ha.

## Culture locale et patrimoine

### Lieux et monuments
- Église Saint-Brice.
- Château d’Auribail.
- Chapelle du château d'Auribail.
- Mairie.

### Personnalités liées à la commune
- Famille Marquier